# 日本頭脳スポーツ協会
特定非営利活動法人日本頭脳スポーツ協会（にほんずのうスポーツきょうかい）は、日本におけるマインドスポーツを統括する特定非営利活動法人である。国際頭脳スポーツ協会に加盟している。

## 沿革
- 2002年1月 - 設立

## 頭脳スポーツネットワーク
以下の団体と協力し合いながら頭脳スポーツの発展等を目指している。
- 頭脳スポーツ連盟
- 頭脳スポーツ財団
- 全日本かるた協会
- 日本麻雀連盟
- 健康麻将全国会
- 日本麻将体育協会
- 麻将連合
- 日本プロ麻雀協会
- 日本プロ麻雀棋士会
- 最高位戦日本プロ麻雀協会
- 日本健康麻将協会
- 日本オセロ連盟
- 日本カタン協会
- 日本ボードゲーム協会
- 日本キューブゲーム協会
- 日本スペラ協会
- 日本タントリックス協会
- 日本バックギャモン協会
- 日本ブロックス協会
- 日本コントラクトブリッジ連盟
- 日本ウノ協会
- 日本ポーカープレーヤーズ協会
- 日本バカカード協会
- 日本キャロム連盟
- 日本カロム協会
- 日本東八拳技睦会
- 全日本競技ミニヤード協会
- 日本ラインゲーム協会
- 日本伝統文化協会
- 日本連珠社
- 日本チェス協会
- 日本棋院
- 日本将棋連盟
- 日本女子プロ将棋協会
- 日本中将棋連盟
- 日本5五将棋連盟
- 韓国将棋協会
- 日本軍人将棋連盟
- 日本行軍将棋振興会